# ІФК Стокгольм
 ІФК Стокгольм (швед. Idrottsföreningen Kamraterna Stockholm) — шведський спортивний клуб, представляє місто Стокгольм. Активною є футбольна секція.

## Історія
Клуб ІФК Стокгольм засновано 1 лютого 1895 року двома студентами Луїсом Зеттербергом і Пером Енемарком як ІФ «Камратерна» (IF Kamraterna). Це був перший клуб ІФК у Швеції. Згодом він почав вживати назву ІФК Стокгольм, для відмінності від інших клубів ІФК, які створювалися по всій країні, а також і в Фінляндії.
У Чемпіонаті Швеції з футболу 1905 року клуб брав участь у фінальному змаганні, але поступився «Ергрюте» ІС (Гетеборг).
У сезонах 1955-1971 років клуб постійно брав участь у змаганнях другого ешелону шведського футболу. Тепер виступає в нижчих лігах.
Клуб також має секції боулінгу та плавання. Раніше діяли секції хокею з шайбою та хокею з м'ячем (бенді).

## Досягнення
Чемпіонат Швеції: фіналіст (1905)

## Сезони в чемпіонаті Швеції
| Сезон | Рівень | Ліга       | Підгрупа              | Місце | Примітки                          |
| ----- | ------ | ---------- | --------------------- | ----- | --------------------------------- |
| 2014  | 5      | Дивізіон 3 | Південний Свеаланд    | 2     | Пле-оф на підвищення – Підвищився |
| 2015  | 4      | Дивізіон 2 | Південний Свеаланд    | 12    | Плей-оф на вибування - Вибув      |
| 2016  | 5      | Дивізіон 3 | Східний Свеаланд      | 12    | Вибув                             |
| 2017  | 6      | Дивізіон 4 | Центральний Стокгольм | 5     |                                   |
| 2018  | 6      | Дивізіон 4 | Південний Стокгольм   | 5     |                                   |
| 2019  | 6      | Дивізіон 4 | Південний Стокгольм   |       |                                   |